# 二ノ宮ゆい
二ノ宮 ゆい（にのみや ゆい、2001年9月6日 - ）は、日本の女性声優、歌手。神奈川県出身。フリー

## 経歴
アニメ作品やアニメソングから影響を受け、声優の職業を志す。2017年の次世代声優ミラクルオーディションに応募し、グランプリ賞を受賞した松永あかねに次ぐ特別賞を受賞したのち、テレビアニメ『アイカツフレンズ!』の日向エマ役で声優デビューを果たした。同作品から派生したユニット・BEST FRIENDS!の一員として、歌手活動も行う。
2020年1月15日、ランティスからニノミヤユイ名義でアーティストデビューした。
2024年2月27日、体調不良のため静養に専念することとなり、活動休止を発表。同年8月31日から活動を再開した。
2024年9月30日、ホリプロインターナショナルを退所した。

## 人物
趣味には音楽ゲーム・カラオケ・本屋めぐり、特技には50メートル競走・（主にフルートの）楽器演奏を挙げている。好きな食べ物は果物。

## 出演
太字はメインキャラクター。

### テレビアニメ
2018年
- アイカツフレンズ!（2018年 - 2019年、日向エマ） - 2シリーズ

2019年
- アイカツオンパレード!（2019年 - 日向エマ）

2020年
- みっちりわんこ!あにめ〜しょん（ルイ）
- ピーター・グリルと賢者の時間（2020年 - 2022年、ルヴェリア・サンクトゥス） - 2シリーズ
- カオルの大切なモノ（サトル）

2021年
- アイカツプラネット!（ポップメロンクレープ）
- 世界最高の暗殺者、異世界貴族に転生する（ノイン）

2022年
- リアデイルの大地にて（ミミリィ）

2023年
- BanG Dream! It's MyGO!!!!!（生徒A、部長）

2024年
- 超普通県チバ伝説（市川今日子）

### 劇場アニメ
- 劇場版IDOL舞SHOW（2022年、伊佐山エリナ[17]）
- ガディガルズ（2022年、シルヴィア・シュンケル、トモユキ・タジマ[18]）

### ゲーム
- おねがい、俺を現実に戻さないで! シンフォニアステージ（2020年、エクセリカ ハイフォート[19]）
- アイドルマスター シンデレラガールズ（2021年 - 2023年、八神マキノ[20]） - 2作品[一覧 3]
- コードギアス 反逆のルルーシュ ロストストーリーズ（2023年 - 2024年、加苅サヴィトリ）
- 逆転オセロニア（2024年、パナケイア）

### ドラマCD
- IDOL舞SHOW エピソードZERO（2020年、伊佐山エリナ[21]）

### ラジオ
※はインターネット配信。
- ラジカツフレンズ!（2018年[22] - 2019年、YouTube[23]・あにてれ[22]※）
- ラジカツオンパレード!（2019年[24] - 2020年、YouTube・あにてれ※）
- Listen to my dark!!（2020年 - 2023年、FMヨコハマ）

### 舞台
- 天才劇団バカバッカ 本公演 vol.20 「GOD’S AND DEATH」（2018年10月31日 - 11月4日、ラゾーナ川崎プラザソル）[25]
- 五反田タイガー 5th Stage 「OH,MY GODDESS!!〜あなたが望むなら〜」（2019年1月16日 - 20日、博品館劇場）[26]
- 劇団フルタ丸「朝のドラマ」（2019年7月3日 - 7日、駅前劇場）[27]
- 劇団フルタ丸「ねむる広告塔」（2021年11月19日 - 21日、APOCシアター）

### その他
- 音楽バトルプロジェクト「IDOL舞SHOW」（2019年 - 、伊佐山エリナ）
- キャラクタープロジェクト「swing,sing」（2022年 - 、八乙女菫）

## ディスコグラフィ

### シングル
|     | 発売日                      | タイトル                    | 規格品番 | オリコン 最高位 |
| --- | --------------------------- | --------------------------- | --- | --------------- |
| 1st | 2020年8月19日               | つらぬいて憂鬱              | LACM-24011 | 84位            |
| 2nd | 2021年11月3日 2024年6月19日 | Dark seeks light/散文的LIFE | LACM-24205（アーティスト盤） LACM-24206（暗殺貴族盤） LACM-24207（テスラノート盤） LACM-34578（初回生産限定Lジャケ仕様） | 46位            |
| 3rd | 2024年2月28日               | 今世大革命                  | LACM-24501（アーティスト盤） LACM-24502（よう実盤）                                                                      | 23位            |

### 配信限定シングル
| 発売日       | タイトル   |
| ------------ | ---------- |
| 2024年1月4日 | 今世大革命 |
| 2024年2月1日 | Fixer      |

### アルバム
|              | 発売日         | タイトル     | 規格品番     | オリコン 最高位 |              |
| フルアルバム | フルアルバム   | フルアルバム | フルアルバム | フルアルバム    | フルアルバム |
| ------------ | -------------- | ------------ | ------------ | --------------- | ------------ |
| 1st          | 2020年1月15日  | 愛とか感情   | LACA-15805   | 137位           |              |
| ミニアルバム |                |              |              |                 |              |
| 1st          | 2020年12月23日 | 哀情解離     | LACA-15849   |                 |              |
| 2nd          | 2023年8月2日   | 本壊         | LACA-25062   |                 |              |

### タイアップ
| 楽曲             | タイアップ                                                                     | 時期   |
| ---------------- | ------------------------------------------------------------------------------ | ------ |
| 愛とか感情       | 音楽番組『JAPAN COUNTDOWN』1月度エンディングテーマ                             | 2020年 |
| 私だけの、革命。 | テレビドラマ『SEDAI WARS』エンディングテーマ                                   | 2020年 |
| つらぬいて憂鬱   | テレビアニメ『ピーター・グリルと賢者の時間』主題歌                             | 2020年 |
| 紅い絆           | テレビアニメ『カオルの大切なモノ』主題歌                                       | 2020年 |
| Dark seeks light | テレビアニメ『世界最高の暗殺者、異世界貴族に転生する』主題歌                   | 2021年 |
| 散文的LIFE       | テレビアニメ『テスラノート』エンディングテーマ                                 | 2021年 |
| 痛人間讃歌       | 劇場アニメ『ガディガルズ』主題歌                                               | 2022年 |
| 今世大革命       | テレビアニメ『ようこそ実力至上主義の教室へ 3rd Season』エンディングテーマ      | 2024年 |
| Fixer            | テレビアニメ『ようこそ実力至上主義の教室へ 3rd Season』第5話エンディングテーマ | 2024年 |

### キャラクターソング
| 発売日   | 商品名                                                                                           | 歌 | 楽曲                                                             | 備考                                                                     |
| 2020年   | 2020年                                                                                           | 2020年 | 2020年                                                           | 2020年                                                                   |
| -------- | ------------------------------------------------------------------------------------------------ | --- | ---------------------------------------------------------------- | ------------------------------------------------------------------------ |
| 1月8日   | カレント・ザナドゥ                                                                               | X-UC | 「カレント・ザナドゥ」 「Smile×Work!」                           | 『IDOL舞SHOW』関連曲                                                     |
| 1月8日   | カレント・ザナドゥ 通常盤                                                                        | NO PRINCESS、三日月眼、X-UC                                                                                        | 「SENRAN!アイドル天下道へ」                                      | 『IDOL舞SHOW』関連曲                                                     |
| 10月7日  | Papier Mache IDOL                                                                                | X-UC | 「Papier Mache IDOL」 「Brave Call ! 〜& Just Now We come ! 〜」 | 『IDOL舞SHOW』関連曲                                                     |
| 12月23日 | おねがい、俺を現実に戻さないで！ シンフォニアステージ VOCAL COLLECTION 01                        | エクセリカハイフォート（二ノ宮ゆい）、ナミナイルバンテ（藤井彩加）、ミャーダウトディースワンプ（三川華月）         | 「Our only answer」                                              | ゲーム『おねがい、俺を現実に戻さないで！ シンフォニアステージ』関連曲    |
| 2022年   |                                                                                                  | |                                                                  |                                                                          |
| 1月26日  | THE IDOLM@STER CINDERELLA MASTER キセキの証 & Let's Sail Away!!! & ココカラミライヘ！            | 浅利七海（井上ほの花）、西園寺琴歌（安齋由香里）、八神マキノ（二ノ宮ゆい）                                         | 「Let's Sail Away!!!」                                           | ゲーム『アイドルマスター シンデレラガールズ』関連曲                      |
| 1月26日  | THE IDOLM@STER CINDERELLA MASTER キセキの証 & Let's Sail Away!!! & ココカラミライヘ！ 特別限定盤 | 八神マキノ（二ノ宮ゆい）                                                                                           | 「Let's Sail Away!!!」                                           | ゲーム『アイドルマスター シンデレラガールズ』関連曲                      |
| 5月29日  | Harmony                                                                                          | 八乙女菫（二ノ宮ゆい）、百瀬百々（廣瀬千夏）、朝比奈日葵（田口華有）、天羽友梨（大橋彩香）、風祭瑠璃（田所あずさ） | 「Harmony」                                                      | 『swing,sing』テーマソング                                               |
| 5月29日  | 夢の中へ                                                                                         | 八乙女菫（二ノ宮ゆい）                                                                                             | 「夢の中へ」                                                     | 『swing,sing』関連曲                                                     |
| 6月22日  | YEAH SAY YEAHHH!/無限日本列島LOVE/パステルグレイ                                                 | X-UC | 「パステルグレイ」                                               | 劇場アニメ『劇場版IDOL舞SHOW』エンディングテーマ                         |
| 6月22日  | YEAH SAY YEAHHH!/無限日本列島LOVE/パステルグレイ @Loppi・HMV限定盤                               | NO PRINCESS、三日月眼、X-UC                                                                                        | 「SENRAN! アイドル天下道へ2022」                                 | 劇場アニメ『劇場版IDOL舞SHOW』テーマソング                               |
| 2023年   |                                                                                                  | |                                                                  |                                                                          |
| 1月11日  | THE IDOLM@STER CINDERELLA GIRLS STARLIGHT MASTER R/LOCK ON! 12 No One Knows                      | 八神マキノ（二ノ宮ゆい）、速水奏（飯田友子）、荒木比奈（田辺留依）、北条加蓮（渕上舞）                             | 「No One Knows（M@STER VERSION）」                               | ゲーム『アイドルマスター シンデレラガールズ スターライトステージ』関連曲 |
| 6月7日   | THE IDOLM@STER CINDERELLA MASTER 065 八神マキノ                                                  | 八神マキノ（二ノ宮ゆい）                                                                                           | 「ノーチラスソナー -Nautilus Sonar-」                            | 『アイドルマスター シンデレラガールズ』関連曲                            |
| 11月15日 | THE IDOLM@STER CINDERELLA GIRLS STARLIGHT MASTER PLATINUM NUMBER 12 Night Time Wander            | 桐生つかさ（河瀬茉希）、大槻唯（山下七海）、八神マキノ（二ノ宮ゆい）                                               | 「Night Time Wander（M@STER VERSION）」                          | ゲーム『アイドルマスター シンデレラガールズ スターライトステージ』関連曲 |
| 11月15日 | THE IDOLM@STER CINDERELLA GIRLS STARLIGHT MASTER PLATINUM NUMBER 12 Night Time Wander            | 八神マキノ（二ノ宮ゆい）                                                                                           | 「Night Time Wander（M@STER VERSION）」                          | ゲーム『アイドルマスター シンデレラガールズ スターライトステージ』関連曲 |

### その他参加楽曲
- 二ノ宮ゆい - 「トウキョウ・シャンディ・ランデヴ from CrosSing」（2025年6月4日）
  - カバーソングプロジェクト『CrosSing 12th Season』にてカバー。公式YouTubeチャンネルでカバー動画が公開されたほか、配信シングルとしてもリリースされた[31]。

## ライブ・イベント

### ワンマンライブ / ツアー
| 出演日         | タイトル                                                 | 会場                           | 備考          |
| -------------- | -------------------------------------------------------- | ------------------------------ | ------------- |
| 2020年7月17日  | ワンマンライブ『愛とか死、或いは名もない感情からの逃避』 | 無観客オンライン配信ライブ     | [ 32 ]        |
| 2023年10月21日 | ニノミヤユイ LIVE TOUR 〜本壊〜                          | HeartLand（愛知県）            | [ 33 ] [ 34 ] |
| 2023年11月11日 | ニノミヤユイ LIVE TOUR 〜本壊〜                          | SUPERNOVA Kawasaki（神奈川県） | [ 33 ] [ 34 ] |

### 合同ライブ
| 出演日               | タイトル                                                                                     | 会場                           |
| -------------------- | -------------------------------------------------------------------------------------------- | ------------------------------ |
| 2021年11月28日       | THE IDOLM@STER CINDERELLA GIRLS 10th ANNIVERSARY M@GICAL WONDERLAND TOUR!!! Celebration Land | 幕張イベントホール（千葉県）   |
| 2022年4月3日         | THE IDOLM@STER CINDERELLA GIRLS 10th ANNIVERSARY M@GICAL WONDERLAND!!!                       | ベルーナドーム（埼玉県）       |
| 2022年5月14日        | バンダイナムコエンターテインメントフェスティバル 2nd                                         | ZOZOマリンスタジアム（千葉県） |
| 2022年9月17日        | アニエラフェスタ2020〜22                                                                     | 駒場公園（長野県）             |
| 2022年11月26日・27日 | THE IDOLM@STER CINDERELLA GIRLS Twinkle LIVE Constellation Gradation                         | ベルーナドーム（埼玉県）       |
| 2023年2月23日        | Lantis Girls Fes 「TRY→ANGLE」                                                               | 山野ホール（東京都）           |
| 2023年6月10日・11日  | THE IDOLM@STER CINDERELLA GIRLS 燿城夜祭 -かがやきよまつり-                                  | 大阪城ホール（大阪府）         |
| 2024年2月3日         | THE IDOLM@STER CINDERELLA GIRLS UNIT LIVE TOUR ConnecTrip! 山形公演                          | やまぎん県民ホール（山形県）   |